# Фынцю
Фынцю́ (кит. упр. 封丘, пиньинь Fēngqiū) — уезд городского округа Синьсян провинции Хэнань (КНР).

## История
При империи Западная Хань в этих местах были созданы уезды Фэнцю и Пинцю (平丘县). При империи Восточная Хань уезд Пинцю был присоединён к уезду Фэнцю. При империи Северная Вэй в 448 году уезд Фэнцю был присоединён к уезду Суаньцзао, но в 501 году был воссоздан. При империи Северная Ци в 550 году уезд Фэнцю был опять расформирован, но при империи Суй в 596 году был создан опять. При империи Тан в 618 году уезд был вновь расформирован, но уже в 619 году был снова воссоздан.
В августе 1949 года была создана провинция Пинъюань, и эти места вошли в состав созданного одновременно Специального района Пуян (濮阳专区) провинции Пинъюань. 30 ноября 1952 года провинция Пинъюань была расформирована, и Специальный район Пуян перешёл в состав провинции Хэнань. В 1954 году Специальный район Пуян был расформирован, и уезд Фэнцю перешёл в состав Специального района Синьсян (新乡专区). В 1967 году Специальный район Синьсян был переименован в округ Синьсян (新乡地区).
В 1986 году были расформированы округ Синьсян и город Синьсян, и образован городской округ Синьсян.

## Административное деление
Уезд делится на 8 посёлков, 10 волостей и 1 национальную волость.